# Сатановский, Леонид Моисеевич
Леонид Моисеевич Сатановский (28 марта 1932, Москва — 30 мая 2015, Мельбурн) — советский и российский актёр театра и кино, народный артист Российской Федерации (1999).

## Биография
В 1954 году окончил Театральный институт имени Бориса Щукина. 
В 1954—2002 годах играл в Московском драматическом театре им. К. С. Станиславского. 
В 2002 году ушёл из театра и переехал с женой актрисой Майей Менглет к сыну Алексею в Австралию. Играл в Русском театре им. Л. Варпаховского в Монреале (Канада). 
Умер на 84-м году жизни 30 мая 2015 года в Мельбурне.

### Семья
Жена — Майя Менглет (1935—2023), заслуженная артистка РСФСР (1984).
Сын Алексей Менглет (род. 1956), актёр, выпускник ГИТИСа (1978), диктор русского радио в Мельбурне.
Сын Дмитрий Менглет, химик, выпускник МГУ, учёный, изобретатель.

## Награды
- Заслуженный артист РСФСР (03.10.1973).
- Народный артист Российской Федерации (26.01.1999).

## Фильмография
- 1956 — Разные судьбы — однокурсник Степана Огурцова
- 1960 — Осторожно, бабушка! — Николай Калач
- 1965 — «Циклон» начнётся ночью — капитан Шварцбрук
- 1965 — Лебедев против Лебедева — Потапов[8]
- 1966 — Утоление жажды — Пётр
- 1968 — Утро долгого дня — Кулаков
- 1969 — Комендант Лаутербурга — эпизод
- 1973 — Райские яблочки —  Дэми Дролус, министр
- 1976 — В одном микрорайоне — Федор Александрович
- 1980 — Атланты и кариатиды — Макаед
- 1982 — Смерть на взлёте — Макс Бейн, резидент иностранной разведки
- 1985 — Следствие ведут ЗнаТоКи. Полуденный вор — Шариков, ограбленный завмаг
- 1985 — Победа — Миколайчик
- 1985 — Странная история доктора Джекила и мистера Хайда — Ньюкомен
- 1986 — Последний репортаж — Кентон
- 1991 — Виват, гардемарины! — Брюммер
- 1991 — Встретимся на Таити
- 1991 — Кремлёвские тайны шестнадцатого века
- 1991 — Аляска, сэр! — владелец банка
- 1992 — Вишнёвый сад (т/с) — Симеонов-Пищик[9]
- 1992/1994 — Горячев и другие — Аркадий Борисович
- 1995 — На углу, у Патриарших — Михаил Абрамович